# چرخ‌ریسو

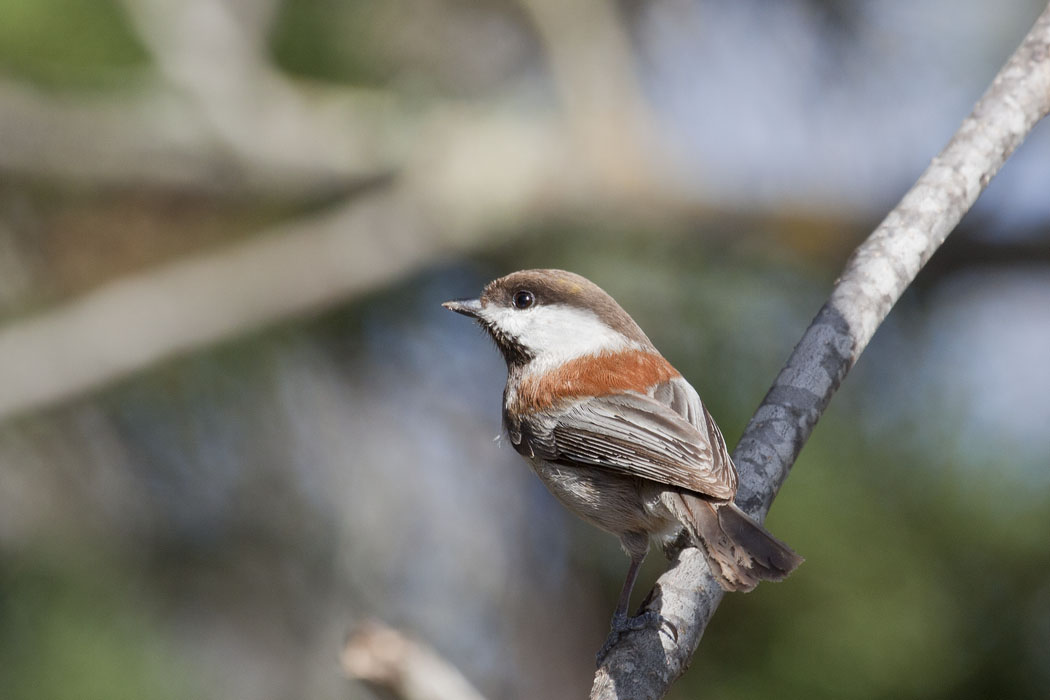
چرخ‌ریسوی پشت‌بلوطی

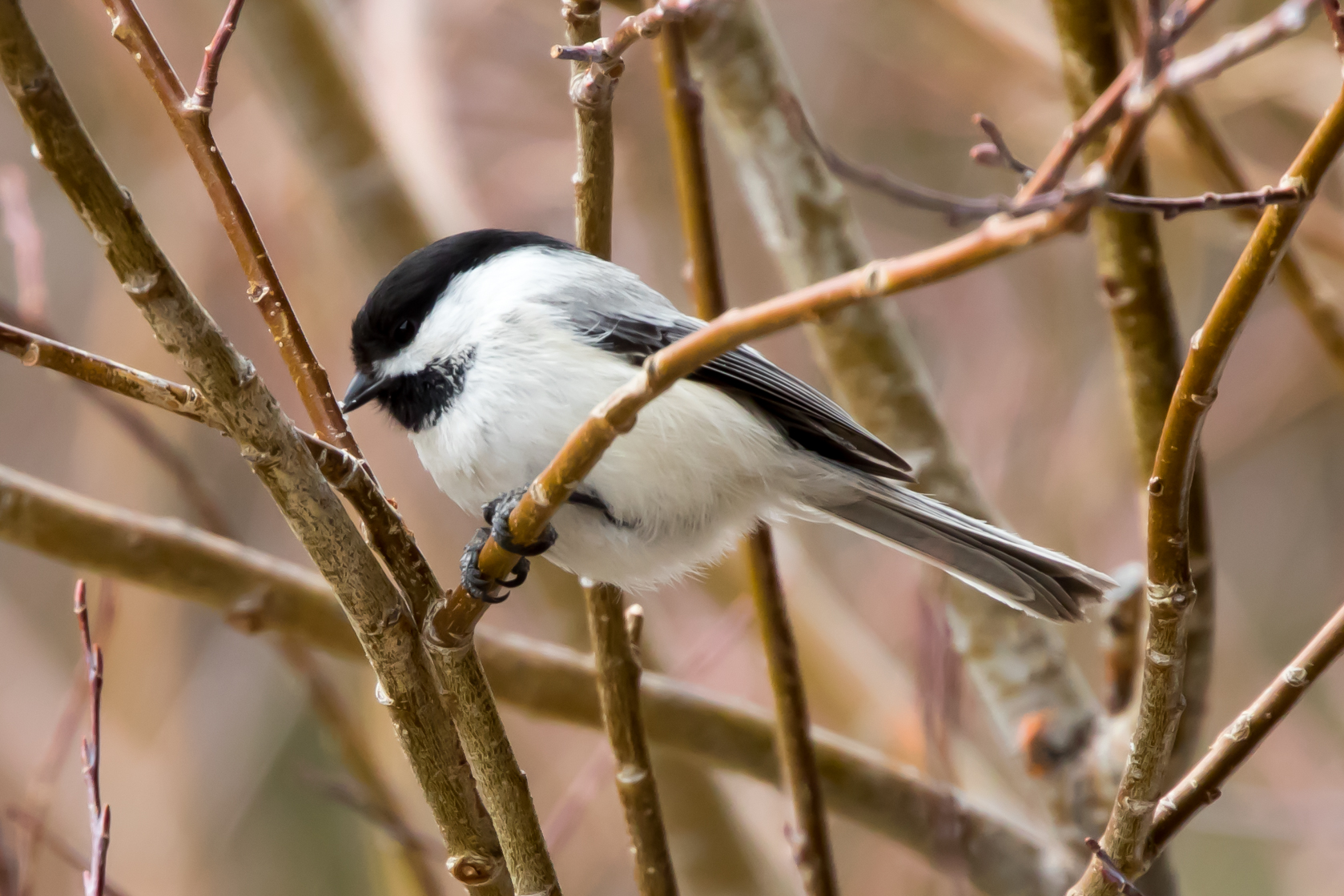
چرخ‌ریسوی سرسیاه

چرخ‌ریسوها یا چرخ‌ریسک‌های آمریکایی (به انگلیسی: Chickadee) گروهی از پرندگان آمریکای شمالی از خانواده چرخ‌ریسکان هستند که در سردهٔ چرخ‌ریسوها قرار دارند. گونه‌هایی که در آمریکای شمالی یافت می‌شوند، به عنوان چرخ‌ریسوها (chickadees) شناخته می‌شوند. گونه‌هایی که در دیگر نقاط جهان یافت می‌شوند، چرخ‌ریسک نامیده می‌شوند. آنها به‌طور کلی پرندگان کوچکی هستند که معمولاً تاج سر و گلو به‌طور مشخص تیره‌تر از بدن هستند. اندازه آنها حداقل ۶ تا ۱۴ سانتی‌متر (۲٫۴ تا ۵٫۵ اینچ) است.
نام آنها مشهور از این واقعیت است که صدای آنها یک "چیک دی‌دی‌دی" متمایز تولید می‌کند، اگرچه صدای معمولی آنها در واقع "فی-بی" و "چیک-آ-دی-دی" است. -دی" صدای زنگ هشدار است. تعداد "دی" به شکارچی بستگی دارد.
از یک گونه همه‌شمالگان در هر بخش از محدوده آن با نام متفاوتی یاد می‌شود: چرخ‌ریسوی سرخاکستری در آمریکای شمالی و چرخ‌ریسک سیبری در اوراسیا.

## گونه‌ها
- چرخ‌ریسوی سرسیاه (Poecile atricapillus)
- چرخ‌ریسوی شمالی (Poecile hudsonicus)
- چرخ‌ریسوی کارولینا (Poecile carolinensis)
- چرخ‌ریسوی پشت‌بلوطی (Poecile rufescens)
- چرخ‌ریسوی سرخاکستری (Poecile cinctus)
- چرخ‌ریسوی مکزیکی (Poecile sclateri)
- چرخ‌ریسوی کوهی (Poecile gambeli)